# Takracetus
Takracetus es un género extinto de cetáceo arqueoceto primitivo que existió hace aproximadamente 45 millones de años durante el Eoceno Medio y fue descubierto en las Montañas de Sulaimán, Punjab en Pakistán. El espécimen tipo (GSP-UM 3041) es un cráneo parcial a pesar de que la literatura menciona un segundo esqueleto más completo (GSP-UM 3070).
Takracetus tenía un hocico más ancho y posiblemente más corto que otros protocétidos (por ejemplo Rodhocetus).